# Sensor de flux

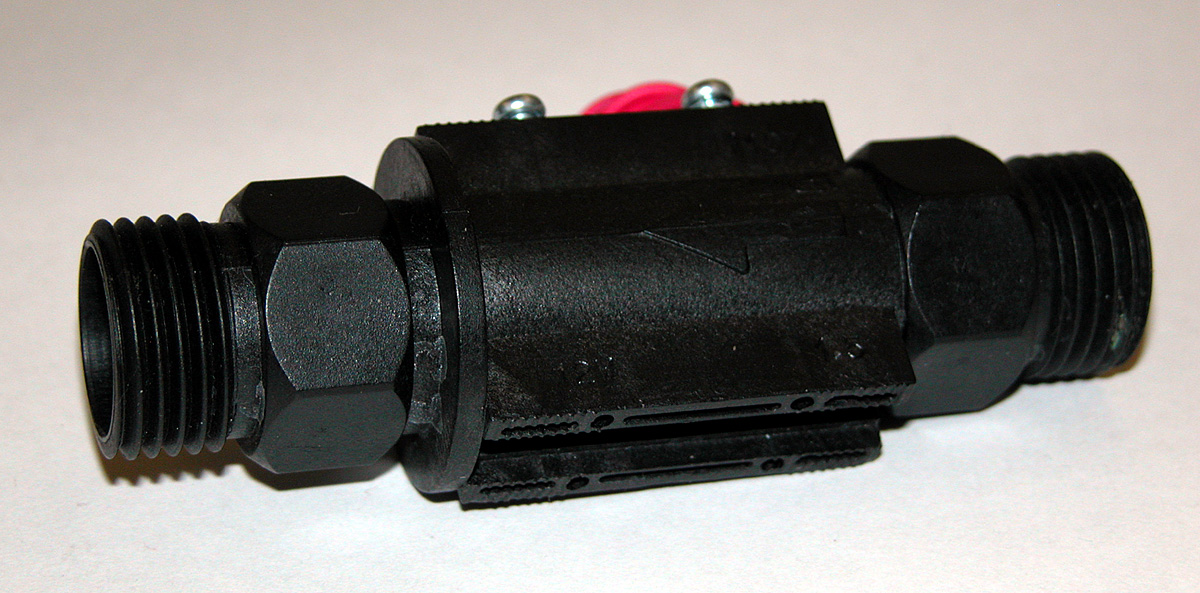
Sensor de flux tipus pistó.

El sensor de flux és un dispositiu que s'ha instal·lat en línia amb una canonada, aquest permet determinar quan està circulant un líquid o un gas.
Aquests són del tipus apagat-encès; determinen quan està circulant un fluid líquid o gasos, o, en canvi, quan aquest no circulen, però no mesuren el cabal.
Per mesurar el cabal cal un altre element, un cabalímetre.

## Tipus de sensor de flux

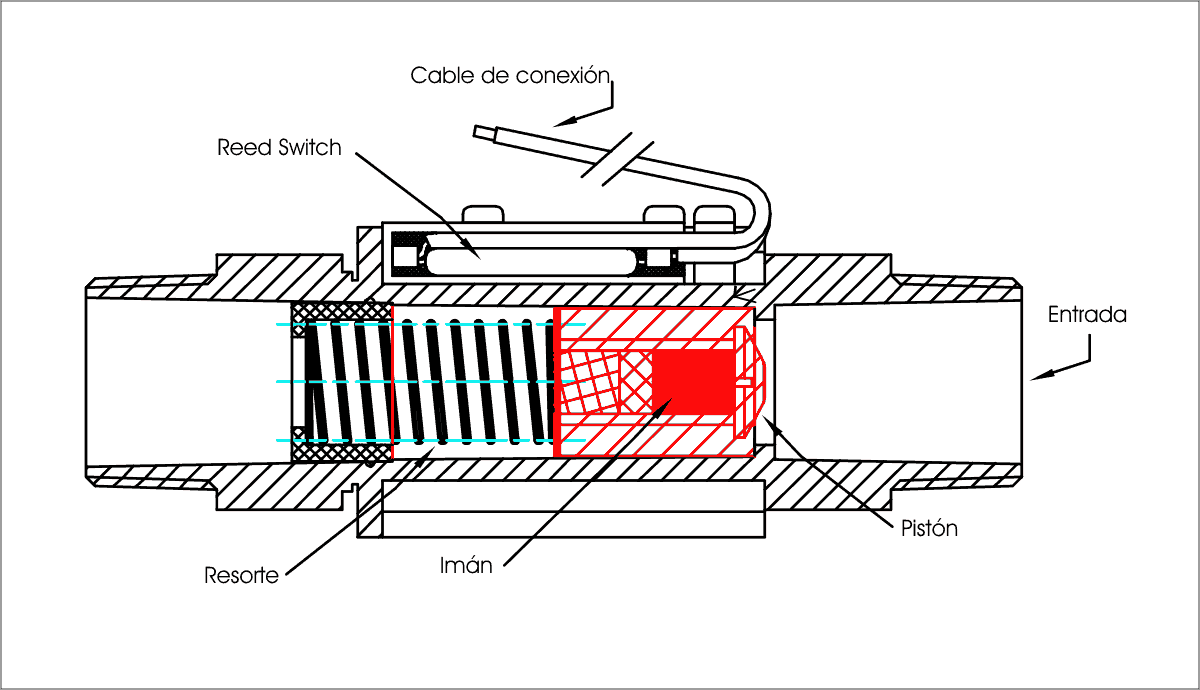
Diagrama sensor de flux tipus pistó.

### De pistó
És el més comú de tots els sensors de flux. El sensor de flux de pistó es recomana quan es vol detectar cabals entre 0,5 LPM i 20 LPM.

Consisteix en un pistó que canvia de posició depenent de l'empès pel flux circulant. El pistó pot tornar a la seva posició inicial gràcies a dos factors, el primer és per gravetat, i el segon, per mitjà d'un ressort.
El que conté en el sue interior el pistó és un imant permanent. Quan aquest pistó es mou l'imant s'apropa i activa un reed switch, que acciona el tancament o l'obertura (segons sigui la configuració) del circuit elèctric.
L'àrea entre el pistó i la paret del sensor determina la seva sensibilitat i, per tant, a quin cabal s'activarà el sensor.

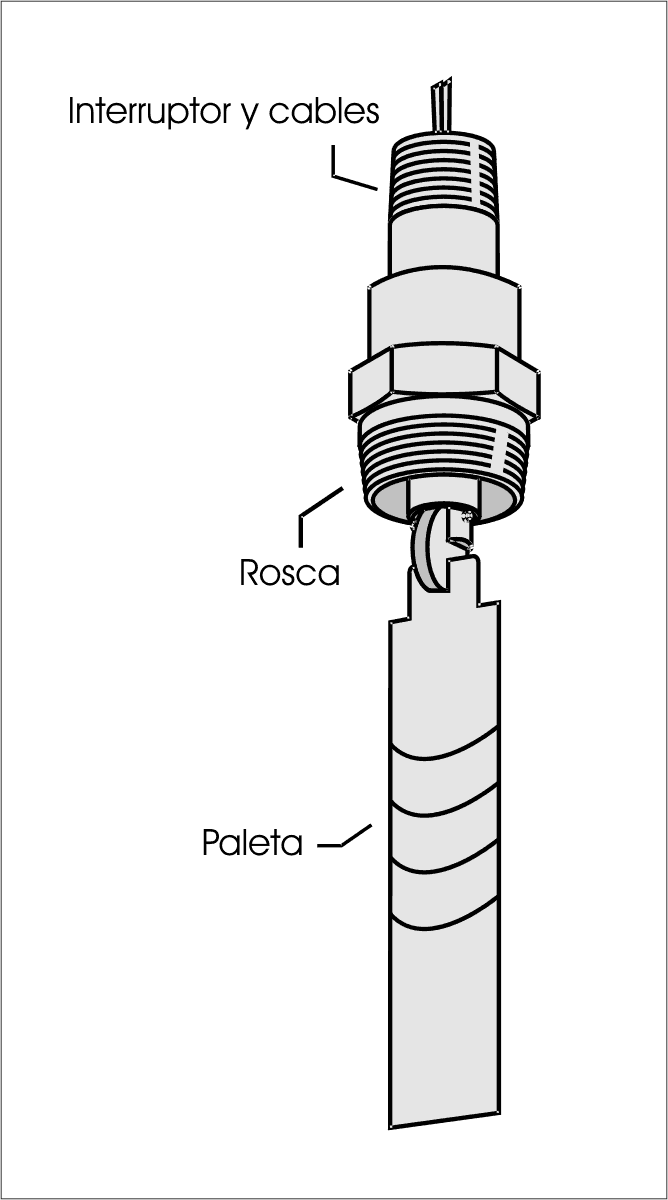
Diagrama sensor de flux tipus taujana.

### De paleta (comporta)
Cal mesurar grans cabals, de més de 20 LPM, és recomanat utilitzar aquest model. Que consisteix en una paleta situada transversalment al flux del qual es pretén detectar. El que acciona l'interruptor és el flux que empeny la paleta unida a un eix al qual travessa hermèticament la paret del sensor de flux, per tant, fa l'acció d'apagar o encendre un interruptor en l'exterior del sensor.

Per ajustar millor la sensibilitat d'aquest sensor es retalla el llarg de la paleta.

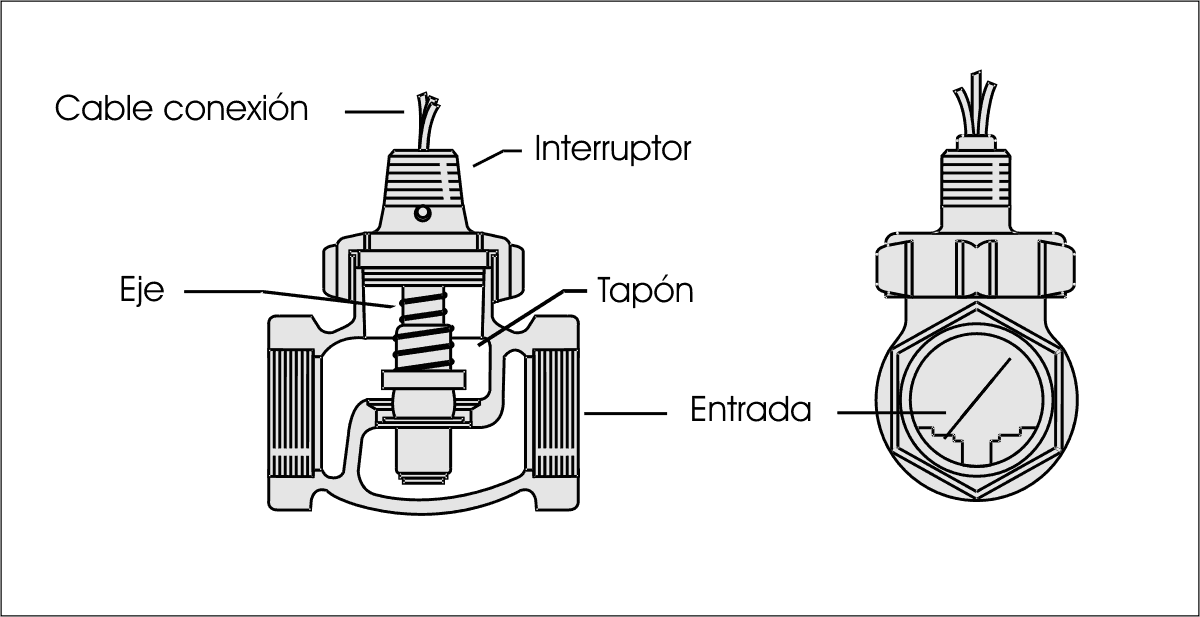
Diagrama sensor de flux tipus tap.

### D'elevació (tap)
Aquest model és d'ús general. És molt confiable i es pot ajustar per gairebé qualsevol cabal.
El mecanisme que presenta aquest tipus de sensor és el següent:
Consisteix en un tap que talla el flux. En el centre del tap s'ubica un eix que travessa hermèticament la paret del sensor. Aquest eix empeny un interruptor situat en l'exterior del sensor. Per ajustar millor la sensibilitat del sensor i fer-ho fes eficient, es perforen orificis en el tap.

## Consideracions finals

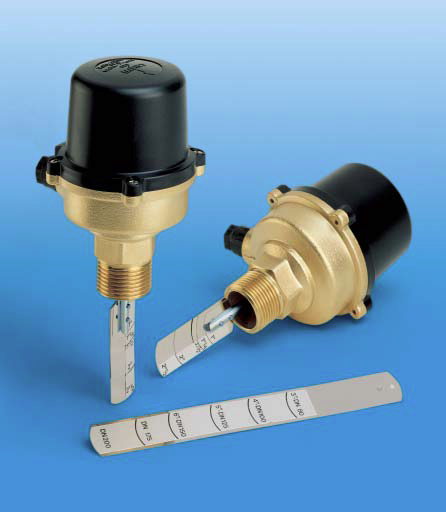
Sensor de flux tipus taujana.

Per determinar el tipus de sensor de flux s'han de prestar atenció els següents factors:
- Cabal de tret: si cal detectar fluxos molt baixos s'ha de seleccionar un sensor més sensible.
- Pèrdua de pressió: en col·locar qualsevol objecte en el pas d'un fluid s'està reduint en alguna mesura la seva pressió. La pressió de sortida sempre serà menor a la d'entrada, sent el sensor de tap el que més redueix la pressió i el sensor de paleta el menys intrusiu.
- Impureses en els fluids: els sòlids en els fluids poden obstruir el sensor de pistó. En canvi, el sensor de paleta és el que menys es veu afectat pels sòlids.
- Tipus de fluid: s'ha de seleccionar un sensor que estigui fabricat amb materials que suportin el tipus de fluid que es detecta. La temperatura, pressió, acidesa i densitat són factors que s'han de prendre en compte per seleccionar els materials.

- GEMS.
- ICOS SENSORS Arxivat 2017-11-08 a Wayback Machine..
- Yuanben.